# Sultanhani
Sultanhani (tyrkisk: Sultanhanı) er en tyrkisk by, der ligger på den flade anatolske højslette. Byen ligger på hovedvejen 110 kilometer øst for Konya og 42 kilometer vest for Aksaray og har omkring 11.885(2022) indbyggere.
Byens mest markante bygning er Sultanhani (samme navn som byen), der er den største han (karavanserai) i Anatolien, dvs. en bygning til tryg overnatning for kamelkaravaner.
Den befæstede bygningen består af en del med en åben gård og en overdækket del. 
I centrum af den åbne del står en fritstående bygning, en mescit.
Sultanhani blev konstrueret i 1229 under Seldsjuk-sultanen Allaaddin Keykubad I og genetableret i 1278 efter en brand.
Det er muligt for turister at besøge bygningen, der kun ligger få hundrede meter fra hovedvejen.
I de senere år han byen Sultanhani oplevet en økonomisk fremgang pga.  tæppe-restaurering og rensning, med firmaet Sultansaray Halı under ledelse af Fahri Solak som en af byens store arbejdspladser.
Byens eneste overnatningsmulighed nu er Kervan, en pension, camping og restaurant drevet af familien Aytaç.